# A Roland Garros női egyes döntői
Ez a lap a Roland Garros párizsi salakpályás Grand Slam-teniszbajnokság női egyes döntőit tartalmazza.
| Év   | Bajnok                    | Döntős                               | Eredmény a döntőben |
| 1912 | Marguerite Broquedis      | Mieken Rieck                         | 6–3, 0–6, 6–4       |
| 1913 | Mieken Rieck              | Marguerite Broquedis                 | 6–4, 3–6, 6–4       |
| 1914 | Suzanne Lenglen           | Germaine Golding                     | 6–2, 6–1            |
| 1915 | Elmaradt.                 | Elmaradt.                            | Elmaradt.           |
| 1916 | Elmaradt.                 | Elmaradt.                            | Elmaradt.           |
| 1917 | Elmaradt.                 | Elmaradt.                            | Elmaradt.           |
| 1918 | Elmaradt.                 | Elmaradt.                            | Elmaradt.           |
| 1919 | Elmaradt.                 | Elmaradt.                            | Elmaradt.           |
| 1920 | Dorothy Holman            | Francisca Subirana                   | 6–0, 7–5            |
| 1921 | Suzanne Lenglen           | Molla Bjurstedt Mallory              | 6–2, 6–3            |
| 1922 | Suzanne Lenglen           | Elizabeth Ryan                       | 6–3, 6–2            |
| 1923 | Suzanne Lenglen           | Kitty McKane Godfree                 | 6–3, 6–3            |
| 1924 | Elmaradt.                 | Elmaradt.                            | Elmaradt.           |
| 1925 | Suzanne Lenglen           | Kitty McKane Godfree                 | 6–1, 6–2            |
| 1926 | Suzanne Lenglen           | Mary Browne                          | 6–1, 6–0            |
| 1927 | Kea Bouman                | Irene Bowder Peacock                 | 6–2, 6–4            |
| 1928 | Helen Wills Moody         | Eileen Bennett Whittingstall         | 6–1, 6–2            |
| 1929 | Helen Wills Moody         | Simone Mathieu                       | 6–3, 6–4            |
| 1930 | Helen Wills Moody         | Helen Jacobs                         | 6–2, 6–1            |
| 1931 | Cilly Aussem              | Betty Nuthall                        | 8–6, 6–1            |
| 1932 | Helen Wills Moody         | Simone Mathieu                       | 7–5, 6–1            |
| 1933 | Margaret Scriven Vivian   | Simone Mathieu                       | 6–2, 4–6, 6–4       |
| 1934 | Margaret Scriven Vivian   | Helen Jacobs                         | 7–5, 4–6, 6–1       |
| 1935 | Hilde Krahwinkel Sperling | Simone Mathieu                       | 6–2, 6–1            |
| 1936 | Hilde Krahwinkel Sperling | Simone Mathieu                       | 6–3, 6–4            |
| 1937 | Hilde Krahwinkel Sperling | Simone Mathieu                       | 6–2, 6–4            |
| 1938 | Simone Mathieu            | Nelly Adamson Landry                 | 6–0, 6–3            |
| 1939 | Simone Mathieu            | Jadwiga Jędrzejowska                 | 6–3, 8–6            |
| 1940 | Elmaradt.                 | Elmaradt.                            | Elmaradt.           |
| 1941 | Elmaradt.                 | Elmaradt.                            | Elmaradt.           |
| 1942 | Elmaradt.                 | Elmaradt.                            | Elmaradt.           |
| 1943 | Elmaradt.                 | Elmaradt.                            | Elmaradt.           |
| 1944 | Elmaradt.                 | Elmaradt.                            | Elmaradt.           |
| 1945 | Elmaradt.                 | Elmaradt.                            | Elmaradt.           |
| 1946 | Margaret Osborne duPont   | Pauline Betz Addie                   | 1–6, 8–6, 7–5       |
| 1947 | Patricia Canning Todd     | Doris Hart                           | 6–3, 3–6, 6–4       |
| 1948 | Nelly Adamson Landry      | Shirley Fry Irvin                    | 6–2, 0–6, 6–0       |
| 1949 | Margaret Osborne duPont   | Nelly Adamson Landry                 | 7–5, 6–2            |
| 1950 | Doris Hart                | Patricia Canning Todd                | 6–4, 4–6, 6–2       |
| 1951 | Shirley Fry Irvin         | Doris Hart                           | 6–3, 3–6, 6–3       |
| 1952 | Doris Hart                | Shirley Fry Irvin                    | 6–4, 6–4            |
| 1953 | Maureen Connolly Brinker  | Doris Hart                           | 6–2, 6–4            |
| 1954 | Maureen Connolly Brinker  | Ginette Jucker Bucaille Grandguillot | 6–4, 6–1            |
| 1955 | Angela Mortimer Barrett   | Dorothy Head Knode                   | 2–6, 7–5, 10–8      |
| 1956 | Althea Gibson             | Angela Mortimer Barrett              | 6–0, 12–10          |
| 1957 | Shirley Bloomer Brasher   | Dorothy Head Knode                   | 6–1, 6–3            |
| 1958 | Körmöczy Zsuzsa           | Shirley Bloomer Brasher              | 6–4, 1–6, 6–2       |
| 1959 | Christine Truman Janes    | Körmöczy Zsuzsa                      | 6–4, 7–5            |
| 1960 | Darlene Hard              | Yola Ramírez Ochoa                   | 6–3, 6–4            |
| 1961 | Ann Haydon Jones          | Yola Ramírez Ochoa                   | 6–2, 6–1            |
| 1962 | Margaret Smith Court      | Lesley Turner Bowrey                 | 6–3, 3–6, 7–5       |
| 1963 | Lesley Turner Bowrey      | Ann Haydon Jones                     | 2–6, 6–3, 7–5       |
| 1964 | Margaret Smith Court      | Maria Bueno                          | 5–7, 6–1, 6–2       |
| 1965 | Lesley Turner Bowrey      | Margaret Smith Court                 | 6–3, 6–4            |
| 1966 | Ann Haydon Jones          | Nancy Richey Gunter                  | 6–3, 6–1            |
| 1967 | Françoise Dürr            | Lesley Turner Bowrey                 | 4–6, 6–3, 6–4       |
| 1968 | Nancy Richey Gunter       | Ann Haydon Jones                     | 5–7, 6–4, 6–1       |
| 1969 | Margaret Smith Court      | Ann Haydon Jones                     | 6–1, 4–6, 6–3       |
| 1970 | Margaret Smith Court      | Helga Niessen Masthoff               | 6–2, 6–4            |
| 1971 | Evonne Goolagong Cawley   | Helen Gourlay Cawley                 | 6–3, 7–5            |
| 1972 | Billie Jean King          | Evonne Goolagong Cawley              | 6–3, 6–3            |
| 1973 | Margaret Smith Court      | Chris Evert                          | 6–7, 7–6, 6–4       |
| 1974 | Chris Evert               | Olga Morozova                        | 6–1, 6–2            |
| 1975 | Chris Evert               | Martina Navrátilová                  | 2–6, 6–2, 6–1       |
| 1976 | Sue Barker                | Renáta Tomanová                      | 6–2, 0–6, 6–2       |
| 1977 | Mima Jaušovec             | Florenta Mihai                       | 6–2, 6–7, 6–1       |
| 1978 | Virginia Ruzici           | Mima Jaušovec                        | 6–2, 6–2            |
| 1979 | Chris Evert               | Wendy Turnbull                       | 6–2, 6–0            |
| 1980 | Chris Evert               | Virginia Ruzici                      | 6–0, 6–3            |
| 1981 | Hana Mandlíková           | Sylvia Hanika                        | 6–2, 6–4            |
| 1982 | Martina Navrátilová       | Andrea Jaeger                        | 7–6, 6–1            |
| 1983 | Chris Evert               | Mima Jaušovec                        | 6–1, 6–2            |
| 1984 | Martina Navratilova       | Chris Evert                          | 6–3, 6–1            |
| 1985 | Chris Evert               | Martina Navratilova                  | 6–3, 6–7(4), 7–5    |
| 1986 | Chris Evert               | Martina Navratilova                  | 2–6, 6–3, 6–3       |
| 1987 | Steffi Graf               | Martina Navratilova                  | 6–4, 4–6, 8–6       |
| 1988 | Steffi Graf               | Natallja Maratavna Zverava           | 6–0, 6–0            |
| 1989 | Arantxa Sánchez Vicario   | Steffi Graf                          | 7–6(6), 3–6, 7–5    |
| 1990 | Szeles Mónika             | Steffi Graf                          | 7–6(6), 6–4         |
| 1991 | Szeles Mónika             | Arantxa Sánchez Vicario              | 6–3, 6–4            |
| 1992 | Szeles Mónika             | Steffi Graf                          | 6–2, 3–6, 10–8      |
| 1993 | Steffi Graf               | Mary Joe Fernández                   | 4–6, 6–2, 6–4       |
| 1994 | Arantxa Sánchez Vicario   | Mary Pierce                          | 6–4, 6–4            |
| 1995 | Steffi Graf               | Arantxa Sánchez Vicario              | 7–5, 4–6, 6–0       |
| 1996 | Steffi Graf               | Arantxa Sánchez Vicario              | 6–3, 6–7(4), 10–8   |
| 1997 | Iva Majoli                | Martina Hingis                       | 6–4, 6–2            |
| 1998 | Arantxa Sánchez Vicario   | Szeles Mónika                        | 7–6(5), 0–6, 6–2    |
| 1999 | Steffi Graf               | Martina Hingis                       | 4–6, 7–5, 6–2       |
| 2000 | Mary Pierce               | Conchita Martínez                    | 6–2, 7–5            |
| 2001 | Jennifer Capriati         | Kim Clijsters                        | 1–6, 6–4, 12–10     |
| 2002 | Serena Williams           | Venus Williams                       | 7–5, 6–3            |
| 2003 | Justine Henin             | Kim Clijsters                        | 6–0, 6–4            |
| 2004 | Anasztaszija Miszkina     | Jelena Gyementyjeva                  | 6–1, 6–2            |
| 2005 | Justine Henin             | Mary Pierce                          | 6–1, 6–1            |
| 2006 | Justine Henin             | Szvetlana Kuznyecova                 | 6–4, 6–4            |
| 2007 | Justine Henin             | Ana Ivanović                         | 6–1, 6–2            |
| 2008 | Ana Ivanović              | Gyinara Szafina                      | 6–4, 6–3            |
| 2009 | Szvetlana Kuznyecova      | Gyinara Szafina                      | 6–4, 6–2            |
| 2010 | Francesca Schiavone       | Samantha Stosur                      | 6–4, 7–6(2)         |
| 2011 | Li Na                     | Francesca Schiavone                  | 6–4, 7–6(0)         |
| 2012 | Marija Sarapova           | Sara Errani                          | 6–3, 6–2            |
| 2013 | Serena Williams           | Marija Sarapova                      | 6–4, 6–4            |
| 2014 | Marija Sarapova           | Simona Halep                         | 6–4, 6–7(5) 6–4     |
| 2015 | Serena Williams           | Lucie Šafářová                       | 6–3, 6–7(2), 6–2    |
| 2016 | Garbiñe Muguruza          | Serena Williams                      | 7–5, 6–4            |
| 2017 | Jeļena Ostapenko          | Simona Halep                         | 4–6, 6–4, 6–3       |
| 2018 | Simona Halep              | Sloane Stephens                      | 3–6, 6–4, 6–1       |
| 2019 | Ashleigh Barty            | Markéta Vondroušová                  | 6–1, 6–3            |
| 2020 | Iga Świątek               | Sofia Kenin                          | 6–4, 6–1            |
| 2021 | Barbora Krejčíková        | Anasztaszija Pavljucsenkova          | 6–1, 2–6, 6–4       |
| 2022 | Iga Świątek               | Cori Gauff                           | 6–1, 6–3            |
| 2023 | Iga Świątek               | Karolína Muchová                     | 6–2, 5–7, 6–4       |
| 2024 | Iga Świątek               | Jasmine Paolini                      | 6–2, 6–1            |
| 2025 | Cori Gauff                | Arina Szabalenka                     | 6–7(5), 6–2, 6–4    |

## Lásd még
- Roland Garros
- Férfi egyes döntők
- Férfi páros döntők
- Női páros döntők
- Vegyes páros döntők